# 韋縚
韋縚（?—?），唐朝官员，韦孝宽的玄孙，壽光縣男韦津的曾孙，成州刺史韋琬的孙子，禮部侍郎韦叔夏的儿子。开元年间历任集贤修撰、光禄卿、太常卿。
开元十年（722年），唐玄宗以国子司业韋縚为礼仪使，专掌五礼。开元十一年（723年）十一月，皇帝享圆丘，中书令张说、卫尉少卿韦縚为礼仪使，张说建议请以高祖神尧皇帝配祭，罢三祖同配之礼。开元十二年（724年），唐玄宗下制以十三年封禅泰山。张说与右散骑常侍徐坚、太常少卿韦縚、秘书少监康子元、国子博士侯行果刊定封禅仪注。开元二十二年（734年）正月，礼官学士详议具奏太庙笾、豆制度。太常卿韦縚请宗庙之奠，每室笾、豆各加十二。太常卿韦縚以高宗庙里武后神主为天后圣帝武氏，韦縚奏请削去天后圣帝之号，题写为则天顺圣皇后武氏，唐玄宗同意。开元二十四年（722年），太常少卿韦縚奏废太庙署，以少卿一人知太庙事。开元二十五年（737年），太常卿韦縚令博士韦逌、直太乐尚冲、乐正沈元福、郊社令陈虔申怀操等，编订前后所行用乐章，为五卷，交给太乐、鼓吹两署，令乐工学习演奏。唐玄宗让道士司马承祯制《玄真道曲》，茅山道士李会元制《大罗天曲》，工部侍郎贺知章制《紫清上圣道曲》。太清宫成，太常卿韦縚制《景云》、《九真》、《紫极》、《小长寿》、《承天》、《顺天乐》六曲，又制商调《君臣相遇乐》曲。玄宗派玉真公主及光禄卿韦縚至司马承祯所居，修金箓斋，厚加赏赐。开元二十六年（738年）四月，玄宗命太常卿韦绦每月进《月令》一篇。之后玄宗御宣政殿，侧置一榻，东面置案，命太常卿韦縚坐在那里读时令。百僚在殿上列坐而听。一年后废除。御史中丞韦縚推荐袁滋为侍御史。太常卿韦縚祭祀名山，访问隐士，回来说姜抚已数百岁。开元二十九年（741年），宁王李宪去世后，追谥让皇帝，玄宗遣尚书左丞相裴耀卿、太常卿韦縚持节奉册。天宝七载（722年）正月，礼仪使太常卿韦縚奏请御案褥袱帷按照御袍之色，去紫用赤黄为饰。韦縚官至太子少师。他的女儿嫁给玄宗的儿子棣王李琰。